# Трансмировое радио
Тра́нсмирово́е Ра́дио (англ. Trans World Radio, TWR) — международная евангельская христианская служба радиовещания (медиа-дистрибьютор). Одна из первых протестантских радиовещательных организаций, начавших активно использовать короткие волны. Вместе с Far East Broadcasting Company, это первая протестантская радиостанция, начавшая международное вещание. Одна из старейших и крупнейших евангельских христианских радиостанций мира. Для вещания использует средневолновые (AM) и коротковолновые (SW) передатчики высокой мощности, местные FM радиостанции в разных городах мира, кабельные сети, спутниковое вещание, интернет и мобильные устройства. В настоящее время программы Трансмирового Радио (TWR) вещают в 190 странах мира на более чем 230 языках и диалектах.
Трансмировое Радио является членом некоммерческих ассоциаций Evangelical Council for Financial Accountability (ECFA), Evangelical Press Association (EPA), National Religious Broadcasters (NRB) и International Orality Network (ION).

## История
Пол Фрид основал Трансмировое Радио (TWR) в 1960 году.
Трансляция Евангелия по христианскому миссионерскому международному радио началось в 1931 году на коротких волнах, что предполагало дальнее радиовещание на сотни и тысячи километров. Первая радиостанция евангельских христиан «The Voice of the Andes» (рус. Голос Анд) HCJB Quito вышла в эфир из столицы Эквадора после тщательной подготовки Кларенсом Джонсом и Рубеном Ларсоном из Christian & Missionary Alliance (CMA). HCJB Global является частью некоммерческой миссионерской организации World Radio Missionary Fellowship, основанной тогда же.
Для сравнения, католическая церковь открыла всемирное вещание на коротких волнах тогда же, в 1931 году. Радио Ватикана — официальная вещающая служба Святого Престола.
В 1948 году другая евангельская христианская радиовещательная компания FEBC (Far East Broadcasting Company) начала свое первое вещание из Манилы, столицы Филиппин.
В 1952 году Пол Фрид отправился в Марокко для изучения вопроса организации христианского радиовещания на диктаторскую Испанию, взяв на себя бремя донести до испанских протестантов Евангелие на их языке, о чем описано в его книге «Towers to Eternity», вышедшей в 1968 году. В то время в Испании протестантам было запрещено проповедовать и даже распространять письменные евангельские материалы.
И таким образом, 22 февраля 1954 радиостанция, изначально называвшаяся «Voice of Tangier» (рус. Голос Танжера), начала вещание из Международной зоны Танжер с небольшого 2.5-киловаттного бывшего военного передатчика на Испанию на испанском языке. И уже в 1956 году евангельское христианское радиовещание было расширено до 20 языков. Это был первый шаг к тому, что впоследствии станет одной из крупнейших радиовещательных организаций в мире. Но на тот момент выяснилось, что к весне 1959 года все радиостанции в Марокко будут национализированы и поэтому станцию было решено закрыть.
В 1959 году в Германии был основан евангельский радиовещатель Evangeliums-Rundfunk (ERF Medien), который заложил партнерскую модель радиовещания и сотрудничества, которой Трансмировое Радио следует по сей день во всем мире.
16 октября 1960 года радиостанция сменила название на «Trans World Radio» (TWR) и начала вещание со 100-киловаттного радиопередатчика, приобретённого для радио в Монте-Карло и затем переданного Трансмировому Радио в лизинг. Это было бывшее здание бомбоубежища Адольфа Гитлера в Монте-Карло. Отсюда, а в дальнейшем из Кипра, велось вещание Трансмирового Радио на широкую аудиторию и территорию в Европе, в Северной Африке, а также на семь часовых поясов СССР. В дальнейшем Пол Фрид смог развить радиосеть, которая распространилась по всему миру. Вплоть до того, что 80% мира смогли принимать передачи на 120 языках.
В 1963 году запускается вещание в Великобритании (TWR-UK), Австралии и Новой Зеландии.
13 августа 1964 году Трансмировое Радио запускает коротковолновый передатчик мощностью 250 кВт и средневолновый передатчик мощностью 500 кВт на частоте AM 800 кГц на острове Бонейр для охвата Кубы, Карибских стран и стран Южной Америки. Это был самый мощный средневолновый передатчик в Западном полушарии. Вещание на коротких волнах велось до 1993 года. На средних волнах затраты, связанные с эксплуатацией и обслуживанием мощной передающей установки, в конечном итоге вынудили сократить мощность до 100 кВт в 1998 году. История вещания Трансмирового Радио на острове Бонейр достойна подробного рассмотрения.
В 1973 году запускается вещание в Канаде.
В 1974 году начинается радиовещание из Кипра, которое усиливает охват и аудиторию передатчика в Монте-Карло, покрывая арабский Ближний Восток и Северную Африку с потенциальной аудиторией в 140 млн. человек.
Ещё один передатчик в ноябре 1974 году был запущен в Манзини, Свазиленд, покрывая страны юга Африки; сначала его мощность составляла 25 кВт, затем — 100 кВт.
С 1976 года радиостанция начала вещание на Шри-Ланке на коротких волнах, а с 1977 года в Индии и Гонконге.
4 сентября 1977 года были запущены четыре передатчика по 100-киловатт на станции KTWG на Гуаме, откуда ведется средневолновое и коротковолновое вещание вглубь континентального Китая на четырех диалектах и на все страны Юго-Восточной Азии, Азиатско-Тихоокеанский регион и на восточную часть СССР с потенциальной аудиторией более 900 млн. человек. В настоящее время мощность передатчиков на Гуаме усилена до 600 кВт, а затраты на вещание частично покрываются установленными солнечными панелями.
В 1978 году усилен передатчик на Шри-Ланке для лучшего покрытия территории Индии и сопредельных стран Юго-Восточной Азии. Таким образом менее чем за два года потенциальная аудитория была расширена до двух миллиардов человек.
1 октября 1981 году был запущен средневолновый 50 кВт передатчик в Монтевидео, Уругвай и сигнал достигал Буэнос-Айрес. Это уже седьмой передатчик Трансмирового Радио в мире.
В 1985 году запускается вещание в Венесуэле и Кении.
В 1985 году три некоммерческие миссионерские организации Trans World Radio, FEBC (Far East Broadcasting Company) и HCJB Global анонсировали "Проект: Мир к 2000 году". После падения Железного занавеса и Берлинской стены в 1990–1993 годах Трансмировое Радио построило пять студий звукозаписи на территории СНГ, например, в 1990 году в Ленинграде, а в 1992 году начало использовать для вещания передатчики бывшего «Радио Тирана» в Албании суммарной мощностью около 1000 кВт и в 1993 году передатчики бывшей Всемирной службы Московского радио в Иркутске, Россия, мощностью 250 кВт на 13 языках для северной Индии, Бутана, Непала и Тибета. В 1993 году служба Трансмирового Радио в Индии получила более 50,000 писем от слушателей, каждое из которых было удостоено ответом.
В 1992 году начата запись первой передачи Трансмирового Радио на украинском языке – «Через Библию к Живому Богу». Программу транслировали по радиостанции в Монте-Карло. Начато строительство первой студии ТМР в Киеве. В 1997 году открыта студия ТМР в Харькове.
В 1995 году была основана служба Трансмирового Радио в Южной Корее, покрывая евангельским христианским вещанием территорию Северной Кореи с коротковолнового передатчика на Гуаме.
5 ноября 1996 года запускается вещание со средневолнового передатчика в Армении мощностью 1000 кВт, чтобы достичь более 60 народностей, для которых меньше всего проповедовалось Евангелие на Среднем Востоке, Центральной Азии и Арабских странах. Это десятый радиопередающий центр Трансмирового Радио.
В 1998 году запускается вещание в Румынии, откуда к концу 1999 года расширяется вещание на многие страны на языках Восточной Европы.
В 2000 году запускается вещание на Скандинавию и страны Балтии с передатчика в Санкт-Петербурге, Россия.
В 2000–2001 годах в Паюкурму близ Кавасту, Эстония построена передающая и направляющая антенна и 3 октября 2001 запущен передатчик на средних волнах на частоте AM 1035 кГц мощностью 50 кВт. Трансмировое Радио стало партнером основанного в тот же год Семейного радио Эли́ для вещания на Европейскую и Северо-Западную часть России, страны Балтии, Белоруссию, Украину. В городах Эстонии вещание ведется в FM-диапазоне. 26 июня 2008 года средневолновый передатчик был обновлен до 100 кВт, а 10 мая 2010 года Трансмировое Радио предложило и увеличило мощность передатчика в Паюкурму до 200 кВт. Радиус вещания составляет от 500 до 2000 км в зависимости от времени суток, что является спецификой средних волн.
В 2004 году запускается вещание на Колумбию, Перу и Кубу.
1 августа 2008 года исполнилось 50 лет русскоязычного служения Трансмирового Радио.
В 2008 году запущено, а в 2020 году увеличено до 200 кВт радиовещание из Бенина, в котором зародился культ вуду. Радиоцентр WATS (West Africa Transmitting Station) вещает на Нигерию и страны Западной Африки. Это уже пятнадцатый радиопередающий центр Трансмирового Радио в мире.
В 2014 году запускается евангельское христианское вещание с нового передатчика на самый сложный в этом отношении регион — Пакистан, Афганистан и Северную Индию.
10 июня 2019 года запускается вещание из Кыргызстана на языках стран Центральной Азии.
Много лет радиостанция распространяет свои программы, арендуя блоки эфирного времени у государственных и частных радиостанций, или непосредственно владеет самими передатчиками и ретрансляторами по всему миру (англ.). Пол Фрид также предложил идею заручения поддержкой местных национальных радиовещателей по всему миру, включая Германию (Evangeliums-Rundfunk, ERF Medien), Норвегию, Финляндию, Францию, Индию и Гонконг.
В 1993 году Пол Фрид ушел с поста президента, но остался председателем TWR. На тот момент Трансмировое Радио имело восемь крупнейших передатчиков по всему миру и транслировало передачи на 91 языке. Он умер в 1996 году. Его наследие — Trans World Radio (TWR), крупнейшая христианская медиа-организация в мире. В настоящее время программы можно услышать в 190 странах на более чем 230 языках и диалектах.

## В настоящее время
31 мая 2013 года запущена платформа TWR360 для доступа к аудио- и видеоматериалам Трансмирового Радио через интернет и мобильные устройства на более чем 100 языках и диалектах.
По собственным данным на 2021 год, станция вещает на 300 языках мира на 190 стран. В том числе в течение многих лет велось вещание на коротких волнах 31 и 49 метров на русском языке (с 1960 года; значительно увеличивалось количество часов и частот с 1983 по 1991 годы). Согласно официальному сайту русской службы, с 27 марта 2016 года вещание на русском языке на коротких волнах прекращено и возобновляться не будет.
В 2018 году средневолновый передатчик на острове Бонейр обновили и усилили со 100 кВт до 440 кВт, близкую к исходной когда-то мощности на частоте AM 800 кГц. Решение увеличить мощность этой станции почти до исходного уровня было принято за несколько лет до того, когда была признана необходимость в крупной региональной евангельской радиостанции в Латинской Америке, чтобы дополнить небольшое местное FM-вещание в этом регионе:
«Также было много людей на Кубе, которые спрашивали нас, можем ли мы увеличить мощность, чтобы покрыть остров христианскими программами. Одним из основных мотивов было вселить надежду и ободрение на Кубу, в Венесуэлу и во весь латиноамериканский регион — даже в Бразилию — для предоставления качественных христианских программ. Его цель в основном состоит в том, чтобы воодушевлять людей и давать надежду в мире, где надежда является довольно ценным товаром. Поэтому мы увеличили мощность».
Согласно официальному веб-сайту на данный момент в организации задействовано более 300 сотрудников. Около 90 сотрудников работают в главном офисе в Кэри (Северная Каролина), другие в роли миссионерских «подразделений» (одиночек, пар или семей) служат в других городах и за границей. Представительства организации в других странах также имеют свой штаб сотрудников для осуществления служения на других языках. Кроме непосредственно миссионерской деятельности, сотрудники радиостанции являются менеджерами, администраторами, инженерами, бухгалтерами, графическими дизайнерами, специалистами по маркетингу, производителями аудио и видео. Радиостанция также поддерживает Интернет-вещание и архив программ.
Последний эфир Санкт-Петербургской студии Трансмирового Радио состоялся 31 декабря 2019 года и студия в России (русская служба TWR) была закрыта.

## Вещание
Выпуски русской службы и беларусской службы Трансмирового Радио на русском языке выходят ежедневно на средних волнах на частоте AM 1035 кГц в эфире партнерской христианской радиостанции Семейное радио Эли́ из Эстонии, основанной в 2001 году, покрывая территорию Европейской и Северо-Западной части России, страны Балтии, Беларуси и Украины. Мощность передатчика 200 кВт. Радиус вещания до 2000 километров в тёмное время суток. В светлое время он составляет до 500 километров. Причиной таких колебаний является специфика средних волн. Также партнерскими TWR являются красноярская студия АНО Медиацентр "Чистая Волна" и тульская РТЦ "Голос Надежды", эфиры и подкасты которых звучат на средних волнах радио Эли.
Выпуски украинской службы Трансмирового Радио на украинском языке выходят ежедневно вечером на частоте AM 1377 кГц в диапазоне средних волн (мощность передатчика 300 кВт) и 1035 кГц в некоторые дни. .
В некоторых странах ведется местное вещание Трансмирового Радио в часовых блоках в FM-диапазоне.
В настоящее время ведётся, в частности, следующее радиовещание TWR на средних волнах , зависящее от географии и как правило ограниченное только вечерними или ночными временными рамками ввиду дальности и качества распространения радиоволн:
1. AM 612 кГц — Трансмировое Радио (вещание из Кыргызстана) на казахском, узбекском, киргизском, уйгурском языках
2. AM 864 кГц — Трансмировое Радио (вещание из Армении)[12][13][14] на казахском, каракалпакском, туркменском языках
3. AM 1035 кГц — Семейное радио Эли́[16][17], Трансмировое Радио (вещание из Эстонии) на русском, украинском, белорусском языках
4. AM 1350 кГц — Трансмировое Радио (вещание из Армении)[12][13][14] на турецком, курдском, арабском языках
5. AM 1377 кГц — Трансмировое Радио (вещание из Армении)[12][13][14] на украинском языке, фарси
6. AM 1467 кГц — Трансмировое Радио (вещание из Кыргызстана) на таджикском, пушту, дари, урду языках